# 国鉄タキ20500形貨車
国鉄タキ20500形貨車（こくてつタキ20500がたかしゃ）は、かつて日本国有鉄道（国鉄）及び1987年（昭和62年）4月の国鉄分割民営化後は、日本貨物鉄道（JR貨物）に在籍した私有貨車（タンク車）である。

## 概要
本形式は、石炭酸専用の35t積タンク車として1970年（昭和45年）から1992年（平成4年）にかけて3ロット21両（タキ20500 - タキ20520）が日本車輌製造の1社のみで製作された。
石炭酸を専用種別とする形式には、他にはタサ3400形（10両）、タキ3900形（66両）の2形式があった。
落成時の所有者は、三井東圧化学、石油荷役（1991年（平成3年）にニヤクコーポレーションへ社名変更）の2社のみであり、その主な常備駅は、三井東圧化学が東海道本線笠寺駅、ニヤクコーポレーションが京葉臨海鉄道臨海本線の前川駅と塩釜線塩釜埠頭駅である。
1984年（昭和59年）6月15日に三井東圧化学所有全車（タキ20506を除く）が日本陸運産業へ名義変更された。更にこの内2両（タキ20502 - タキ20503）が1985年（昭和60年）7月19日に日本石油輸送へ名義変更された。
断熱材の選定不備によるタンク体腐食のため1976年（昭和51年）4月26日から同年7月22日にかけてタンク体の新製取り替えを行い、この際三井東圧化学所有全車は同時に台車変更も行われた（TR41C→TR41DS-13）。
1979年（昭和54年）10月より化成品分類番号「毒61」（毒性の物質、毒性物質、危険性度合2（中））が標記された。
荷役方式は、積込は液入管から行っていたがその後マンホールからの直入れに変更され、荷卸しは吐出管による下出しである。
塗色は、国鉄時代は全車黒色であったが、JR化以降所有者による裁量が認められ、ニヤクコーポレーション新規製造車は灰色（灰色1号）とされ、またニヤクコーポレーション所有の在来車については全般検査の際塗色変更された。
全長は12,910mm、全幅は2,720mm、全高は3,801mm、台車中心間距離は8,730mm、実容積は33.3m3、自重は18.7t、換算両数は積車5.5、空車1.8、台車はベッテンドルフ式のTR41C、TR41DS-13、TR41E-13、TR213Cであり、TR213Cのみ灰色に塗装されている。
1987年（昭和62年）4月の国鉄分割民営化時には全車（18両）がJR貨物に継承されたが、1998年（平成10年）度から淘汰が始まり、2003年（平成15年）度に最後まで在籍した1両（タキ20504）が廃車となり、同時に形式消滅となった。

### 年度別製造数
各年度による製造会社と両数、所有者は次のとおりである。（所有者は落成時の社名）
- 昭和45年度 - 13両
  - 日本車輌製造 13両 三井東圧化学（タキ20500 - タキ20512）
- 昭和49年度 - 5両
  - 日本車輌製造 5両 石油荷役（タキ20513 - タキ20517）
- 平成4年度 - 3両
  - 日本車輌製造 3両 ニヤクコーポレーション（タキ20518 - タキ20520）